# William Cadogan (7. hrabia Cadogan)
William Gerald Charles Cadogan (ur. 13 lutego 1914, zm. 4 lipca 1997) – brytyjski arystokrata, jedyny syn Geralda Cadogana, 5. hrabiego Cadogan, i Lilian Coxon, córki George’a Coxona.
Wykształcenie odebrał w Eton College. Po śmierci ojca w 1933 r. odziedziczył tytuł hrabiego Cadogan i zasiadł w Izbie Lordów. W 1934 r. został prezesem klubu piłkarskiego Chelsea F.C. Później kontynuował naukę w Royal Military Academy Sandhurst. Po ukończeniu nauki został kapitanem Coldstream Guards. Brał udział w II wojnie światowej. W 1943 r. został odznaczony Krzyżem Wojennym. Został również honorowym podpułkownikiem Coldstream Guards. Był również podpułkownikiem Królewskich Ochotników Wiltshire (Royal Wiltshire Yeomanry) z Armii Terytorialnej. Od 1958 r. był zastępcą Lorda Namiestnika County London. W 1964 r. został burmistrzem Chelsea.
11 czerwca 1936 r. w kościele św. Trójcy na Sloan Street w Londynie, poślubił Primrose Lilian Yarde-Buller (24 grudnia 1918 - 6 grudnia 1970), córka Johna Yarde-Bullera, 3. barona Churston, i Jessie Smither, córki Alfreda Smithera. William i Primrose mieli razem syna i trzy córki:
- Charles Gerald John Cadogan (ur. 24 marca 1937), 8. hrabia Cadogan
- Sarah Primrose Beatrix Cadogan (ur. 23 lutego 1938), żona Jamesa Cecila, 3. barona Rockley, miała dzieci
- Daphne Magdalen Cadogan (ur. 23 października 1939), żona Davida Baileya, miała dzieci
- Caroline Anne Cadogan (ur. 4 lutego 1946), żona Euana Fostera, miała dzieci

Lord Cadogan rozwiódł się z pierwszą żoną w 1959 r. 13 stycznia 1961 r. poślubił Cecilię Margaret Hamilton-Wedderburn (zm. 31 marca 1999), córkę podpułkownika Henry’ego Hamilton-Wedderburna. Małżonkowie nie mieli razem dzieci.